# Comuna Șceaslîvțeve, Henicesk
Șceaslîvțeve (în ucraineană Щасливцеве) este o comună în raionul Henicesk, regiunea Herson, Ucraina, formată din satele Henicenska Hirka și Șceaslîvțeve (reședința).

## Demografie
Componența lingvistică a comunei Șceaslîvțeve
     Rusă (61,97%)
     Ucraineană (24,44%)
     Tătară crimeeană (2,82%)
     Alte limbi (0,51%)
Conform recensământului din 2001, majoritatea populației comunei Șceaslîvțeve era vorbitoare de rusă (61,97%), existând în minoritate și vorbitori de ucraineană (24,44%) și tătară crimeeană (2,82%).